# هان. موندن
شهر هان. موندن در ایالت نیدرزاکسن در کشور آلمان واقع شده‌است.